# Pecos (Novo México)
Pecos é uma vila localizada no estado americano de Novo México, no Condado de San Miguel.

## Demografia
Segundo o censo americano de 2000, a sua população era de 1441 habitantes.
Em 2006 foi estimada uma população de 1392, um decréscimo de 49 (-3.4%).

## Geografia
De acordo com o United States Census Bureau tem uma área de 4,5 km², dos quais 4,5 km² cobertos por terra e 0,0 km² cobertos por água. Pecos localiza-se a aproximadamente 2110 m acima do nível do mar.

## Localidades na vizinhança
O diagrama seguinte representa as localidades num raio de 28 km ao redor de Pecos.